# Lijst van brutoformules G
Dit lemma is onderdeel van de lijst van brutoformules. Dit lemma behandelt de brutoformules van Ga (gallium) tot Ge (germanium).

## Ga
| Brutoformule                         | Gewone formule                                                          | Naam |
| ------------------------------------ | ----------------------------------------------------------------------- | --- |
| {\displaystyle {\ce {Ga}}}           | {\displaystyle {\ce {Ga}}}                                              | Gallium |
| {\displaystyle {\ce {Ga}}}-isotopen  | {\displaystyle {\ce {Ga}}}                                              | Isotopen van gallium 56Ga · 57Ga · 58Ga · 59Ga · 60Ga · 61Ga · 62Ga · 63Ga · 64Ga · 65Ga 66Ga · 67Ga · 68Ga · 69Ga · 70Ga · 71Ga · 72Ga · 73Ga · 74Ga · 75Ga 76Ga · 77Ga · 78Ga · 79Ga · 80Ga · 81Ga · 82Ga · 83Ga · 84Ga · 85Ga 86Ga |
| {\displaystyle {\ce {Ga}}}-mineralen | {\displaystyle {\ce {Ga}}}                                              | Galliumhoudend mineraal |
| {\displaystyle {\ce {GaI}}}          | {\displaystyle {\ce {GaI}}}                                             | Gallium(I)jodide ~ als Galliumhalogenide |
| {\displaystyle {\ce {GaI2}}}         | {\displaystyle {\ce {GaI2}}} {\displaystyle {\ce {Ga^{I}[Ga^{III}I4]}}} | Gallium(I)tetrajodogallaat(III) ~ als Galliumhalogenide |
| {\displaystyle {\ce {GaI3}}}         | {\displaystyle {\ce {GaI3}}}                                            | Gallium(III)jodide ~ als Galliumhalogenide |
| {\displaystyle {\ce {GaN}}}          | {\displaystyle {\ce {GaN}}}                                             | Galliumnitride |
| {\displaystyle {\ce {GaP}}}          | {\displaystyle {\ce {GaP}}}                                             | Gallium(III)fosfide ~ als fosfide |
| {\displaystyle {\ce {Ga2O}}}         | {\displaystyle {\ce {Ga2O}}}                                            | Gallium(I)oxide |
| {\displaystyle {\ce {Ga2O3}}}        | {\displaystyle {\ce {Ga2O3}}}                                           | Gallium(III)oxide |

## Gd
| Brutoformule                        | Gewone formule             | Naam |
| ----------------------------------- | -------------------------- | --- |
| {\displaystyle {\ce {Gd}}}          | {\displaystyle {\ce {Gd}}} | Gadolinium |
| {\displaystyle {\ce {Gd}}}-isotopen | {\displaystyle {\ce {Gd}}} | Isotopen van gadolinium 134Gd · 135Gd · 136Gd · 137Gd · 138Gd · 139Gd · 140Gd · 141Gd · 142Gd · 143Gd 144Gd · 145Gd · 146Gd · 147Gd · 148Gd · 149Gd · 150Gd · 151Gd · 152Gd · 153Gd 154Gd · 155Gd · 156Gd · 157Gd · 158Gd · 159Gd · 160Gd · 161Gd · 162Gd · 163Gd 164Gd · 165Gd · 166Gd · 167Gd · 168Gd · 169Gd |

## Ge
| Brutoformule                         | Gewone formule             | Naam |
| ------------------------------------ | -------------------------- | --- |
| {\displaystyle {\ce {Ge}}}           | {\displaystyle {\ce {Ge}}} | Germanium |
| {\displaystyle {\ce {Ge}}}-isotopen  | {\displaystyle {\ce {Ge}}} | Isotopen van germanium 58Ge · 59Ge · 60Ge · 61Ge · 62Ge · 63Ge · 64Ge · 65Ge · 66Ge · 67Ge 68Ge · 69Ge · 70Ge · 71Ge · 72Ge · 73Ge · 74Ge · 75Ge · 76Ge · 77Ge 78Ge · 79Ge · 80Ge · 81Ge · 82Ge · 83Ge · 84Ge · 85Ge · 86Ge · 87Ge 88Ge · 89Ge |
| {\displaystyle {\ce {Ge}}}-mineralen | {\displaystyle {\ce {Ge}}} | Germaniumhoudend mineraal |